# Benevides
Benevides es un municipio del estado de Pará, en la Región Norte de Brasil.